# Montreux Suisse

《Montreux Suisse》는 헨리 스레드질, 스티브 맥콜, 프레드 홉킨스로 구성되어 있는 프리 재즈 트리오 에어의 라이브 음반이다. 1978년 스위스에서 개최하는 몽트뢰 재즈 페스티벌에서의 공연을 발매하였다.
| 전문가 평가 | 전문가 평가 |
| 평가 점수   | 평가 점수   |
| 출처        | 점수        |
| ----------- | ----------- |
| Allmusic    | [ 2 ]       |

## 평가
올뮤직에서는 별 다섯 개 만점 중 3개를 주었다.

## 트랙 리스트
1. "Let's All Go Down to the Footwash" - 11:12
2. "Abra" - 12:50
3. "Suisse Air" (Henry Threadgill, Fred Hopkins, Steve McCall) - 15:07

## 크레딧
- 헨리 스레드질 - 알토 색소폰, 테너 색소폰, 바리톤 색소폰, 헙카폰
- 프레드 홉킨스 - 베이스
- 스티브 맥콜 - 드럼, 퍼커션